# 心毒性
心毒性（しんどくせい、英: cardiotoxicity）とは、化学物質が心臓の電気生理学的機能障害や心筋の損傷を発生させる性質を意味する。心臓が弱くなり、血液を循環させるためのポンプ機能が低下する。心毒性は、アントラサイクリン系の化学療法、5-FU系薬剤の投与、抗HER2抗体の投与、神経性食欲不振症の合併症、重金属の摂取、コカイン等の強い刺激物の長期服用や高用量摂取、ブピバカイン等の薬剤の誤投与などが原因となる。
また、QT延長症候群を引き起こす薬剤として、多くの薬剤が知られている。医薬品開発においては、QTまたはQTcの延長を来す薬剤を検出すべく、医薬品規制調和国際会議が2009年に前臨床試験のガイドライン『ヒト用医薬品の心室再分極遅延（QT間隔延長）の潜在的可能性に関する非臨床的評価』と臨床試験のガイドライン『非抗不整脈薬におけるQT/QTc間隔の延長と催不整脈作用の潜在的可能性に関する臨床的評価』を定めている。
QT延長を起こし市場から撤退した薬物として、下記の様なものが挙げられる。
- ガチフロキサシン（内服）
- アステミゾール
- スパルフロキサシン
- シブトラミン
- メソリダジン
- シサプリド
- レボメタジル
- テルフェナジン
- チオリダジン